# The Interpreters (wiersz)
The Interpreters – wiersz angielskiego poety Algernona Charlesa Swinburne’a, opublikowany 1885 w „The English Illustrated Magazine” a później w tomiku Poems and Ballads. Third Series, wydanym w Londynie w 1889 roku przez spółkę wydawniczą Chatto & Windus. Utwór składa się z czterech strof dwunastowersowych rymowanych ababcdcdefef.
Dead air, dead fire, dead shapes and shadows, telling
Time nought;
Man gives them sense and soul by song, and dwelling
In thought.
In human thought their being endures, their power
Abides:
Else were their life a thing that each light hour
Derides.
The years live, work, sigh, smile, and die, with all
They cherish;
The soul endures, though dreams that fed it fall
And perish.
Swinburne uważa, że poezja ma za zadanie sławienie piękna natury. Zarazem sądzi, że tylko obserwacja przyrody przez człowieka nadaje jej sens.